# Sauber C15
Sauber C15 je Sauberjev dirkalnik Formule 1, ki je bil v uporabi v sezoni 1996, ko sta z njim dirkala Johnny Herbert in Heinz-Harald Frentzen. Johnny Herbert je dosegel samo eno uvrstitev med dobitnike točk, toda to je bil najboljši rezultat moštva v tej sezoni, kajti uvrstil se je na tretje mesto dirke za Veliko nagrado Monaka, rezultat Sauberja na tisti dirki pa je dopolnil še Heinz-Harald Frentzen s četrtim mestom. Frentzen je ob tem dosegel še eno četrto in eno šesto mesto, tako da je Sauber zasedel sedmo mesto v konstruktorskem prvenstvu enajstimi točkami.

## Popolni rezultati Formule 1
(legenda)
| Leto | Moštvo | Motor    | Gume | Dirkača               | 1   | 2   | 3   | 4   | 5   | 6   | 7   | 8   | 9   | 10 | 11  | 12  | 13  | 14  | 15  | 16  | Toč | Prv |
| ---- | ------ | -------- | ---- | --------------------- | --- | --- | --- | --- | --- | --- | --- | --- | --- | -- | --- | --- | --- | --- | --- | --- | --- | --- |
| 1996 | Sauber | Ford V10 | G    |                       | AVS | BRA | ARG | EU  | SMR | MON | ŠPA | KAN | FRA | VB | NEM | MAD | BEL | ITA | POR | JAP | 11  | 7.  |
| 1996 | Sauber | Ford V10 | G    | Johnny Herbert        | DNS | Ret | 9   | 7   | Ret | 3   | Ret | 7   | DSQ | 9  | Ret | Ret | Ret | 9   | 8   | 10  | 11  | 7.  |
| 1996 | Sauber | Ford V10 | G    | Heinz-Harald Frentzen | 8   | Ret | Ret | Ret | Ret | 4   | 4   | Ret | Ret | 8  | 8   | Ret | Ret | Ret | 7   | 6   | 11  | 7.  |